# Деяк, Корнелия
Корнелия Иоана Деяк (рум. Cornelia Ioana Deiac; род. 20 марта 1988, Орадя) — румынская легкоатлетка, специалистка по прыжкам в длину. Выступала на профессиональном уровне в 2003—2014 годах, победительница и призёрка ряда крупных международных турниров, двукратная чемпионка Румынии.

## Биография
Корнелия Деяк родилась 20 марта 1988 года в городе Орадя, жудец Бихор. Выступала на крупных соревнованиях национального уровня начиная с 2003 года.
Впервые заявила о себе в лёгкой атлетике на международном уровне в сезоне 2004 года, когда вошла в состав румынской сборной и выступила в прыжках в длину на юниорском мировом первенстве в Гроссето.
В 2005 году в той же дисциплине завоевала бронзовую награду на юношеском мировом первенстве в Марракеше.
На юниорском мировом первенстве 2006 года в Пекине стала в прыжках в длину шестой.
В 2007 году соревновалась на юниорском европейском первенстве в Хенгело, в финал не вышла.
В 2009 году отметилась выступлением на чемпионате Европы в помещении в Турине, выйти здесь в финал не смогла. Будучи студенткой, представляла Румынию на Всемирной Универсиаде в Белграде — в финале прыжков в длину показала результат 6,05 метра, расположившись в итоговом протоколе соревнований на 12-й строке. Также в этом сезоне была пятой на молодёжном европейском первенстве в Каунасе.
В 2010 году на чемпионате Румынии в Бухаресте превзошла всех соперниц в прыжках в длину, установив при этом свой личный рекорд — 6,70 метра. Участвовала в чемпионате Европы в Барселоне.
В 2011 году стала седьмой на чемпионате Европы в помещении в Париже, четвёртой на Всемирной Универсиаде в Шэньчжэне.
В 2012 году приняла участие в чемпионате мира в помещении в Стамбуле, вновь выиграла чемпионат Румынии в Бухаресте.
В 2013 году была седьмой на чемпионате Европы в помещении в Гётеборге, четвёртой на Всемирной Универсиаде в Казани, пятой на Франкофонских играх в Ницце.
В 2014 году прыгала в длину на чемпионате Европы в Цюрихе, с результатом 6,23 в финал не вышла. По окончании сезона завершила спортивную карьеру.